# Norman Willis
Norman David Willis (Ashford, 21 januari 1933 – Woking, 7 juni 2014) was een Brits algemeen secretaris van de Trades Union Congress (TUC) en voorzitter van het Europees Verbond van Vakverenigingen (EVV).

## Levensloop
Norman Willis werd geboren te Ashford in County Middlesex, waar hij tevens school liep aan de Ashford County Grammar School. Vervolgens studeerde hij aan het Oriel College te Oxford. Na zijn legerdienst, van 1947-'49, begon hij zijn syndicale carrière bij de TUC-vakcentrale Transport and General Workers' Union (TGWU). Tussen 1959 en 1970 was hij er assistent van de algemeen secretaris. Vervolgens was hij vier jaar gemeenteraadslid voor Labour te Staines van 1971 tot '74. 
In 1974 werd hij aangesteld tot assistent algemeen-secretaris van de TUC en tien jaar later (1984) werd hij verkozen tot algemeen secretaris. Deze functie oefende hij uit tot 1993. Hij lootste zijn vakbond door een moeilijke periode van vakbondshervorming en politieke veranderingen in het Verenigd Koninkrijk. Zo kreeg hij te kampen met machts-beperkende maatregelen van de toenmalige conservatieve regeringen van Margaret Thatcher en moest hij anticiperen op een teruglopend ledenaantal. Ten slotte besloot ook Labour haar banden met de vakbonden te herbekijken en enkele fundamentele politieke veranderingen door te voeren. In 1991 werd hij verkozen tot voorzitter van het EVV, een functie die hij eveneens uitoefende tot 1993.  
Gerelateerde onderwerpen: Vakbond · Vakcentrale · Syndicalisme · Sociale zekerheid · Arbeid · Werkloosheid